# Gerardo García León
Gerardo García León (Sevilla, 7 de desembre de 1974) és un futbolista andalús, que ocupa la posició de defensa. És germà dels també futbolistes Eduardo i Moisés García León.

## Trajectòria
Format al planter del Reial Madrid, actua al filial madridista entre 1992 i 1995, sent una de les promeses més destacades. Però, sense debutar amb el primer equip, la temporada 95/96 marxa al CD Leganés, on romandria un any abans de militar a la UE Lleida i el CD Badajoz, tots tres de Segona Divisió.
El seu bon joc a la categoria d'argent fan que el Vila-real CF l'hi incorpore per a la seua campanya de debut a la primera divisió, que també va resultar l'aparició del sevillà en la màxima categoria. Eixa 98/99 els valencians van descendir, però Gerardo va ser un dels destacats de l'equip, amb 34 partits i 2 gols.
Continua amb el Vila-real a Segona, però en el mercat d'hivern de la temporada 99/00 retorna a Primera per jugar amb el València CF. No gaudeix de massa fortuna al club de Mestalla, sent cedit al CA Osasuna. Tot i això, va formar part de l'onze inicial en la final de la Champions League del 2000, en la qual els valencians perderen contra el Reial Madrid.
L'estiu del 2001 fitxa pel Màlaga CF. Es convertirà en una de les peces claus de la defensa andalusa durant cinc temporades, totes elles a primera divisió. Amb el descens del Málaga a Segona el 2006, Gerardo recala a la Reial Societat, on ha continuat sent titular tant a Primera com a Segona Divisió. A inici de la temporada 2009-10 fitxa pel Córdoba CF.
Ha disputat 474 partits de lliga entre Primera i Segona Divisió al llarg de la seua carrera.

## Selecció espanyola
Gerardo ha estat internacional en categories inferiors amb la selecció espanyola de futbol. Ha jugat amb la sub-17 (1991), sub-19 (1992) i sub-23 (1997).